# Louis Van der Cruisse de Waziers
Louis Van der Cruisse de Waziers, né  à Lille le 10 mai 1820 et mort à Lignières-en-Vimeu le 16 mai 1907, est un camérier du pape Pie IX, titré comte romain par bref pontifical du  24 juillet 1877. Il est le grand-père maternel du maréchal Philippe Leclerc de Hauteclocque.

## Biographie
Louis (Arnould-Joseph-Marie-Louis) Van der Cruisse de Waziers né à Lille le 10 mai 1820 est issu de la famille Van der Cruisse de Waziers, originaire de Belgique, installée au XVIIe siècle en France, à Lille, où elle fait partie de la bourgeoisie de la ville. Il est le fils de Charles-Michel-Hugues-Joseph Van der Cruisse de Waziers, propriétaire et de Adélaïde-Sophie Lemesre de Bruisle.
À la mort de son père, en 1862, il hérite du château du Sart à Villeneuve d'Ascq où était conservée la riche bibliothèque de la famille, enrichie par ses soins, avec le dépôt d'une importante collection de tableaux, de monnaies, de médailles et d'œuvres d'art. Plusieurs de ces objets ou livres précieux firent partie d'une exposition d'objets d'art religieux présentée à Lille en 1874. 
En 1853, il est  membre de la 20e session du Congrès scientifique de France, tenue à Arras.
Après ses beaux-parents, il s'installe au château de Lignières-en-Vimeu, propriété de la famille de son épouse, et détient des biens sur d'autres communes, comme à Comines, en Belgique. En 1877, il est domicilié à Flers, lieu d'habitation de son père.
Il est maire de Lignières-en-Vimeu de 1892 à 1900 et son fils lui succède dans cette fonction jusqu'en 1925. 

### Écrit
Louis de Waziers est l'auteur d'une traduction et d'une publication en Français de l'ouvrage de Thomas William Marshall, Les Missions Chrétiennes, 1865, Paris, Ambroise Bray, deux volumes ; tome premier (Chine, Inde, Ceylan, Australie et Nouvelle-Zélande, Océanie, Afrique), XVI-595 pages, lire en ligne ; tome second (Levant, Russie, Amérique), 633 pages, lire en ligne .

### Distinctions
- camérier de cape et d'épée du pape Pie IX[1];

Église de Lignières en Vimeu

- Église de Lignières en VimeuComte romain par bref pontifical du même pape Pie IX, le 24 juillet 1877[1] ;
- Chevalier de l'ordre d'Isabelle la catholique[1]

### Mariage et descendance
Il épouse à Lignières le 5 décembre 1866 Marie-Stéphanie-Léontine du Passage (1841-1913), fille de Casimir-Marie-Louis du Passage, propriétaire, maire de Lignières en Vimeu de 1855 à 1870 et de 1871 à 1879 († Lignières en Vimeu le 22 janvier 1889), et de Claudine-Eulalie de Riencourt († Lignières en Vimeu le 28 février 1891). Tous deux ont deux enfants, : 
- Pierre Van der Cruisse de Waziers (1868-1933), marié en 1898 avec Françoise de Sesmaisons (1877-1952), dont postérité ;

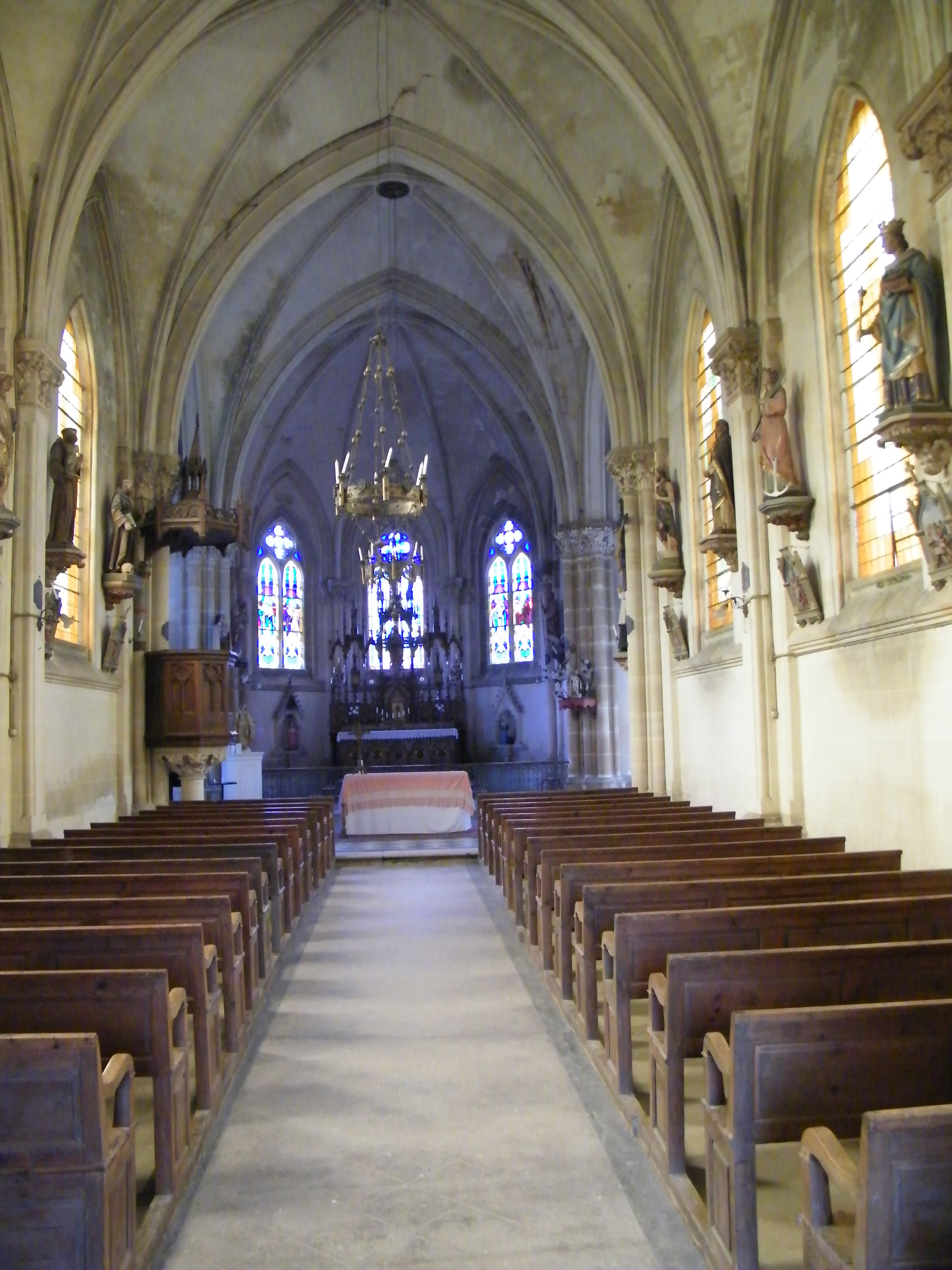
Église de Lignières en Vimeu

- Église de Lignières en VimeuMarie-Thérèse Van der Cruisse de Waziers (1870-1956), mariée en 1890 avec le comte Adrien de Hauteclocque[1] (1864-1945), dont postérité : ils sont les parents, notamment, du maréchal Philippe Leclerc de Hauteclocque.

Fervents catholiques, ils contribuent à financer en 1875 la reconstruction de l'église de Lignières, menée par les parents de son épouse. Les blasons des familles du Passage et de Riencourt figurent sur la voûte du chœur à la croisée des ogives,  .